# Tullio Grassi
Tullio Grassi (né le 5 février 1910 dans le Tessin et mort le 9 novembre 1985) était un joueur de football international suisse, qui évoluait au poste d'attaquant.

## Biographie
En club, Grassi le tessinois évolue durant sa carrière dans le club de son canton du FC Lugano dans le championnat suisse.
En international, il joue avec l'équipe de Suisse et participe notamment à la coupe du monde 1938 en France, où la sélection parvient jusqu'en quart-de-finale.